# Рейдарфьордюр
Рейдарфьордюр (исл. Reyðarfjörður) — город в Исландии.
Город Рейдарфьордюр находится в восточной части Исландии, на берегу Рейдар-фьорда. Рейдар-фьорд является крупнейшим в Восточной Исландии: длина его составляет 30 километров, ширина — 7 километров. Административно город входит в состав общины Фьордабигд (с 1998 года) региона Эйстюрланд. Численность населения Рейдарфьордюра составляет 2238 человек (на 1 декабря 2006 года).
Согласно исторической саге-хронике Ланднамабок, описывающей открытие и заселение Исландии, около 850 года на месте нынешнего Рейдарфьордюра высадился фарерский викинг Наддоддур, обозначенный в Ланднамабоке первооткрывателем Исландии. В 1998 году 4 фарерских морехода на гребной лодке повторили переход Наддоддура, преодолев 240 морских миль, разделяющих Фарерские острова и Рейдарфьордюр в Исландии.
С 2007 года в Рейдарфьордюре работает крупный алюминиевый комбинат Alcoa-Fjarðaál, что способствует более плотному заселению Восточной Исландии.
Ранее город Рейдарфьордюр носил имя Бударейри.

## Известные уроженцы
- Вильхьяульмюр Эйнарссон (1934—2019) — легкоатлет, серебряный призёр по тройным прыжкам на летних Олимпийских играх 1956 г.